# اچ‌ام‌کیواس میج
اچ‌ام‌کیواس میج (به انگلیسی: HMQS Midge) یک کشتی بود. این کشتی در سال ۱۸۸۷ ساخته شد.HMQS Midge یک پرتاب اژدر بود که با نیروی دفاع دریایی کوئینزلند، نیروهای دریایی مشترک المنافع و نیروی دریایی سلطنتی استرالیا خدمت می کرد. پس از ورود به خدمت در سال 1887، میج به عنوان "قایق پیکت" در امتداد رودخانه بریزبن تا فدراسیون در سال 1901، زمانی که او به کشورهای مشترک المنافع منتقل شد، خدمت کرد. پس از این، او به عنوان یک قایق اموزشی تا سال 1912 خدمت کرد، زمانی که او از کار افتاد..